# Lara Marlowe
Lara Marlowe (nacida el 25 de abril de 1957) es una periodista y escritora nacida en Estados Unidos, que fue corresponsal estadounidense de The Irish Times (2009-2012) antes de regresar a París en 2013 como corresponsal del periódico en París. Marlowe también pasó 15 años como periodista para Time. Estuvo casada con Robert Fisk durante 12 años.
El 11 de abril de 2019, Marlowe se naturalizó como ciudadana francesa.

## Carrera
Nacido en California, Marlowe obtuvo una licenciatura en letras en francés de la Universidad de California en Los Ángeles (UCLA) y una maestría en Relaciones Internacionales de la Universidad de Oxford; también pasó un año de estudios en la Sorbona. Se convirtió en corresponsal de The Irish Times en 1996, después de dimitir, tras la masacre de Qana de 1996, de Time, donde era jefa de la oficina de Beirut, en protesta por la renuencia de sus editores a publicar cualquier cosa crítica hacia Israel.
Informó periódicamente desde Irak tras la invasión del mismo encabezada por Estados Unidos en 2003 . Ha sido colaboradora invitada en muchos medios impresos y de radiodifusión. Marlowe es una destacado periodista sobre Oriente Medio y la política interna francesa. Por su trabajo, fue nombrada Caballero de la Legión de Honor en 2006. Es colaboradora habitual de Newstalk en Irlanda.
Mientras trabajaba en Washington D. C. para The Irish Times, Marlowe viajó dos veces a Haití informando sobre las consecuencias inmediatas de su catastrófico terremoto en enero de 2010, y nuevamente en julio de 2010.
Marlowe ha escrito tres libros: The Things I've Seen (2010), Painted with Words (2011) y Love in a Time of War (2021). El último libro es una memoria del período en el que trabajó con Fisk.
Ha sido corresponsal de la invasión rusa de Ucrania.